# Dedo von Kerssenbrock-Krosigk
Dedo von Kerssenbrock-Krosigk (eigentlich: Dedo Christoph Maximilian Franz von Kerssenbrock-von Krosigk; * 25. Juli 1967 in Bonn) ist ein deutscher Kunsthistoriker und freiberuflicher Kunstberater.

## Leben
Dedo von Kerssenbrock-Krosigk wurde als Sohn des Forstassessors und späteren Botschaftsrates Dedo Eberhard Raban von Kerssenbrock-Krosigk und dessen Frau Elisabeth, geb. von Engelbrechten, Tochter der Margareta von Bülow-Zülow-Goldenbow und des Offiziers Georg von Engelbrechten-Molzen, geboren. Sein ältester Bruder, Georg-Werner von Kerssenbrock von Krosigk, trug wie in Ausdehnung der Adoption des Vaters durch dessen Tante Lucie von Kerssenbrock via Vertrag 1972 amtsgerichtlich diesen Doppelnamen. Sie sind alle direkte Nachfahren des Generals Eberhard von Krosigk. Dedo entstammt dem Adelsgeschlecht Krosigk.
Von 1988 bis 1993 studierte er Kunstgeschichte, Geschichte und Klassische Archäologie an der Universität Bonn. Daneben absolvierte er Praktika am Museum für Kunst und Gewerbe in Hamburg, in der Kunstgewerbesammlung Stiftung Huelsmann in Bielefeld und den Staatlichen Kunstsammlungen Dresden (Grünes Gewölbe). Sein Studium schloss er 1993 mit dem Master of Arts bei Tilmann Buddensieg ab. 1997 wurde er an der Humboldt-Universität zu Berlin mit einer ebenfalls von Buddensieg betreuten Arbeit über das Rubinglas des ausgehenden 17. und des 18. Jahrhunderts promoviert. Anschließend arbeitete von Kerssenbrock-Krosigk von 1998 bis 2003 im Projektmanagement am Bröhan-Museum Berlin und wechselte 2004 als „Curator of European Glass“ zum Corning Museum of Glass in Corning, New York (USA). Von 2008 bis 2025 war er Leiter der Glassammlung im Düsseldorfer Kunstpalast. Seit 2025 ist er als freiberuflicher Kunstberater tätig.

## Schriften (Auswahl)
- Rubinglas des ausgehenden 17. und des 18. Jahrhunderts. Zugl.: Diss. Humboldt-Univ. Berlin 1997, Verlag von Zabern, Mainz am Rhein 2001, ISBN 3-8053-2805-2.
- Metallkunst der Moderne. Bröhan-Museum, Berlin 2001, ISBN 3-9801525-9-6.
- Glass of the Alchemists. Lead Crystal–Gold Ruby, 1650–1750. Ausstellungskatalog, Corning: The Corning Museum of Glass, 2008, ISBN 978-0-87290-169-8
- Zusammen mit Sven Dupré, Anita Hachmann und Beat Wismer, Kunst und Alchemie. Das Geheimnis der Verwandlung. Ausstellungskatalog Kunstpalast, Düsseldorf, München: Hirmer, 2014, ISBN 978-3-7774-2198-8

## Genealogie
- Walter von Hueck, Friedrich Wilhelm Euler, Johann Georg von Rappard, u. a.: Genealogisches Handbuch der Adeligen Häuser. A (Uradel). 1977. Band XIV, Band 66 der Gesamtreihe GHdA, Hrsg. Deutsches Adelsarchiv, C. A. Starke, Limburg an der Lahn 1977, ISSN 0435-2408, S. 265 f.